# 水刀
水刀（英語：Water jet cutter）是將水流以高壓方式噴出的水柱去切割物體的一種工具。水刀特點在於没有热应力，因此可在无高温的切割過程中使被切割物不會有化学变化，且不會变形。
水刀依輸出的壓力分为超高压和低压兩種型式，超高压型在工作上需求压力为250-600Mpa，對金屬工業的机械加工較常為應用；另一種低压型，其工作上需求压力为25~50Mpa，這類的水刀应用于不能有火光、高温的场合，所以也被称为「安全水刀」。